# Gamer's Guide to Pretty Much Everything
Gamer's Guide to Pretty Much Everything är en amerikansk komedi-tv-serie som visades på Disney XD från 22 juli 2015 till 2 januari 2017.

## Skådespelare
- Cameron Boyce
- Murray Wyatt Rundus
- Felix Avitia
- Sophie Reynolds